# Список претендентов на премию «Оскар» за лучший фильм на иностранном языке от Кыргызстана

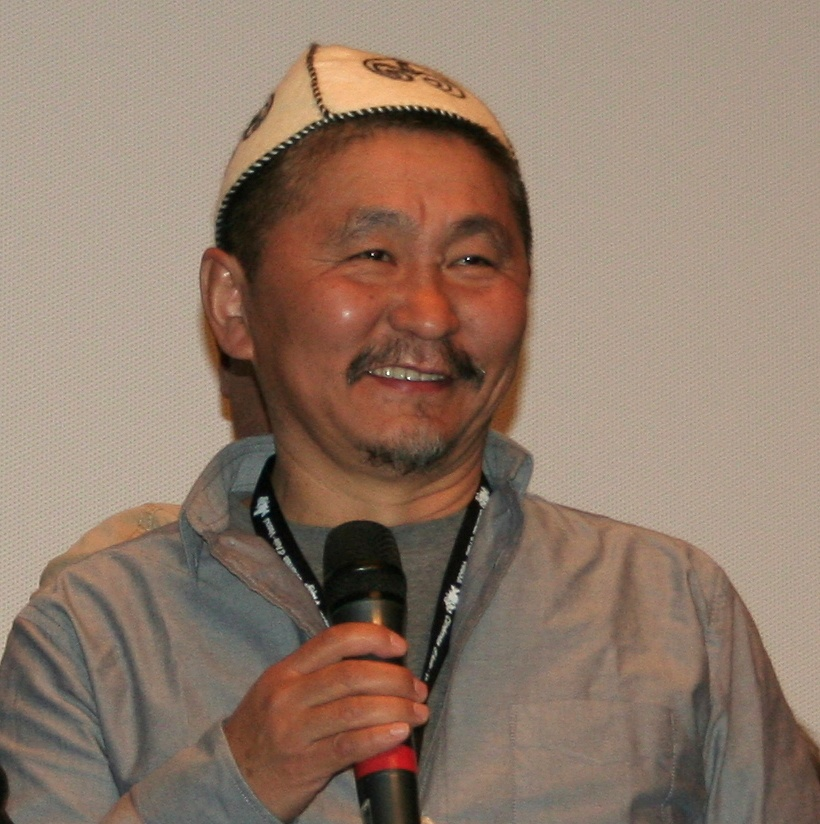
Актан Абдыкалыков — автор трёх фильмов, отбранных для заявки на «Оскар» от Киргизии

Категория премии Американской академии кинематографических искусств и наук («Оскара») «за лучший фильм на иностранном языке» предназначена для награждения полнометражных фильмов, произведенных вне юрисдикции США и с преимущественно неанглийским языком или языками диалога. В качестве конкурсной «премии за заслуги» впервые появилась на 29 церемонии премии «Оскар», состоявшейся в 1957 году. Ранее, в 1948—1956 годах, иноязычные фильмы 8 раз награждались «почётным/специальным „Оскаром“». Награда вручается режиссёру, а официальным победителем является страна, фильм которой одержал победу.
При существовании СССР Киргизская ССР не являлась лидером советского кинопроизводства (в республике снималось около 3 фильмов в год), однако вносила свой вклад вместе с другими союзными республиками. С учетом советского периода, первой киргизской кинолентой, претендовавшей на «Оскар», можно назвать фильм «Лютый» Толомуша Океева.
Ещё до официального распада СССР в начале 1990-х годов, с 1988 года кинематограф Киргизии испытывал кризис; за последующие семь лет в республике был снят только один фильм «Облако». Вновь участвовать в подаче на «Оскар», теперь уже самостоятельно, Киргизия начала с 1998 года, фильмом «Бешкемпир» Актана Абдыкалыкова, также удостоенным внимания других киноинституций, в частности, призов международных фестивалей в Локарно и Токио.
На начало октября 2016 года на рассмотрение Американской академии кинематографических искусств и наук было заявлено 9 фильмов производства Республики Киргизия, из них три были сняты Актаном Абдыкалыковым, ещё два — Нурбеком Эгеном. Ни один из фильмов, поданных от Киргизии, пока не достиг шорт-листа («номинации») премии.

## Список фильмов
| Год фильма (церемония) | Русское название | Оригинальное название | Язык                             | Название в заявке на номинацию | Режиссёры                      | Результат      | Ссылки        |
| ---------------------- | ---------------- | --------------------- | -------------------------------- | ------------------------------ | ------------------------------ | -------------- | ------------- |
| 1998 (71-я)            | Бешкемпир        | кирг. Бешкемпир       | киргизский                       | Beshkempir the Adopted Son     | Актан Арым Кубат               | Не номинирован | [ 4 ]         |
| 2001 (74-я)            | Маймыл           | кирг. Маймыл          | киргизский, русский              | The Chimp                      | Актан Арым Кубат               | Не номинирован | [ 5 ]         |
| 2006 (79-я)            | Сундук предков   | кирг. Бабалар мурасы  | киргизский, французский          | The Wedding Chest              | Нурбек Эген                    | Не номинирован | [ 6 ]         |
| 2008 (81-я)            | Тенгри           |                       | киргизский                       | Heavens Blue                   | Мари Жауль де Поншевилль       | Не номинирован |               |
| 2010 (83-я)            | Похититель света | кирг. Свет-аке        | киргизский                       | англ. The Light Thief          | Актан Арым Кубат               | Не номинирован |               |
| 2012 (85-я)            | Пустой дом       |                       | киргизский, русский, французский | англ. The Empty Home           | Нурбек Эген                    | Не номинирован | [ 7 ]         |
| 2014 (87-я)            | Курманжан Датка  | кирг. Курманжан Датка | киргизский                       | Queen of the Mountains         | Садык Шер-Нияз                 | Не номинирован | [ 8 ] [ 9 ]   |
| 2015 (88-я)            | Небесное кочевье | кирг. Сутак           | киргизский                       | англ. Heavenly Nomadic         | Мирлан Абдыкалыков             | Не номинирован | [ 10 ] [ 11 ] |
| 2016 (89-я)            | Завещание отца   | кирг. Atanyn Kereezi  | киргизский                       | A Father’s Will                | Бакыт Мукул, Дастан Жапар уулу | Не номинирован | [ 12 ] [ 13 ] |
| 2017 (89-я)            | Кентавр          | кирг. Kentavr         | киргизский                       | Centaur                        | Актан Арым Кубат               | Не номинирован |               |